# Het Wapen van Drenthe (monument)
Het Wapen van Drenthe (of 't Wapen van Drenthe) is een gemeentelijk monument aan de Vaart ZZ 1 in de Nederlandse stad Assen, provincie Drenthe en is gebouwd in 1854. 

## Geschiedenis
Aan de Vaart ZZ in Assen werd in 1780 een herenlogement gebouwd, een gastenverblijf voor heren van aanzien. Het stond op de plek van het huidige pand Vaart ZZ 1D. Eigenaar en kastelein Jan Hendriks Stoker (1738-1794) werkte zelf in het logement, tot hij in juli 1784 werd aangesteld als commissaris van het veer dat de vrachtvaart tussen Assen en Meppel onderhield. Vanwege oplopende schulden werd Stoker in 1788 werd door zijn schuldeisers voor de hoogste Drentse rechtbank, de Etstoel, gedaagd. Deze sprak in 1792 het oordeel uit dat hij al zijn schuldeisers moest betalen. Die omstandigheid dwong Stoker ertoe 't Wapen van Drenthe aan kastelein en bierbrouwer Arent Fix (1755-1811) te verkopen. Hij ging vervolgens wonen in de andere herberg die hij bezat, het Witte Peert aan de Jordaan, waar hij twee jaar later overleed.           
Na het overlijden van Fix werd het pand in 1820 door zijn erfgenamen verkocht aan Jacob Donker. In 1845 realiseerde Donker enige uitbreidingen die hij waarschijnlijk bekostigde door een aantal huisplaatsen te verkopen aan de huidige Dr. Nassaulaan. Na het overlijden van Donker in 1849 werd de zaak nog een tijd door zijn weduwe en zijn zoon Freerk gedreven, tot dat het uiteindelijk in 1853 werd verkocht aan de aannemer Tidde Westerdijk.
Nieuwbouw
Westerdijk liet in 1854 de stalling slopen en bouwde op die plek het huidige pand. Toen dat af was, sloopte hij het oude pand en bouwde er een villa voor zichzelf. Hij verpachtte vervolgens het nieuwe Wapen van Drenthe aan Roelof Kuipers. Kuipers baatte de zaak met veel succes uit, tot zijn dood in 1872, waarna zijn weduwe Hendrikje de zaak voortzette tot dat ze in 1898 stopte. Toen verkocht de weduwe van Tidde Westerdijk de zaak aan de Groninger Jan Nanninga. Onder Nanninga beleefde het wellicht zijn beste jaren; het inkomen van Nanninga verdubbelde tussen 1900 en 1911. In 1924 besloot de toen 75-jarige Nanninga om de zaak over te doen aan zijn hoofdkelner Anthonie Sanders. De familie Sanders zou uiteindelijk bijna een halve eeuw eigenaar blijven van het hotel, tot dat het in 1972 werd verkocht aan de Rikkers-Lubbersstichting.
In de decennia die volgden kreeg het gebouw diverse wisselende functies, waaronder dat van bakkerij, slagerij, opvangtehuis voor daklozen. 
De huidige neoclassicistische stijl met blokbepleistering dateert uit het jaar 1885. In 1905 is de kenmerkende kroon met daarop het wapen van Drenthe op de gevel gebouwd, naar de plannen van architect Jan Smallenbroek.
Leegstand
Nadat in 2003 de laatste bewoners vertrokken, kwam het pand leeg te staan en raakte in verval. De toenmalige eigenaar, Koops van 't Jagt besloot het pand daarom via een openbare veiling in april 2016 van de hand te doen. In de weken voorafgaand aan de geplande veiling, bereikte de bank een overeenkomst met twee ondernemers en werd het pand onderhands verkocht. Met deze verkoop was de eigenaar van het pand het niet eens. Hij spande een procedure aan, met als doel het pand alsnog via een openbare veiling te verkopen. De rechter stelde Koops van 't Jagt in het gelijk, waarna het monument in september 2016 alsnog via een veiling werd verkocht.     
Renovatie
Het gebouw is in 2017-2018 hersteld en heropend als horecagelegenheid.

## Zie ook

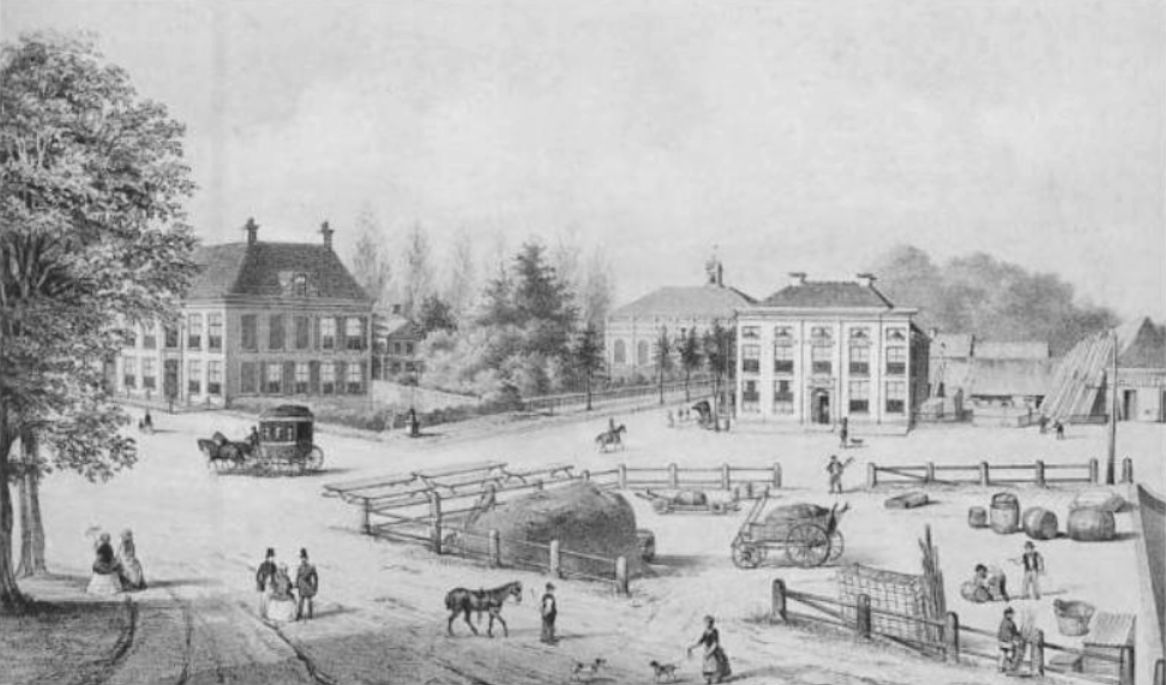
Het pand (rechts van het midden) op een tekening van W. van Uije uit ca. 1854
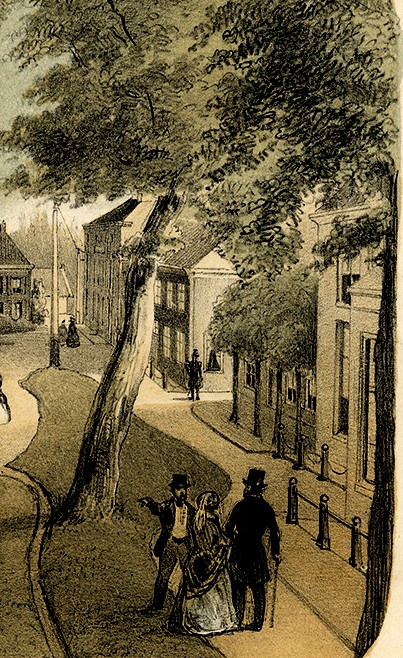
Fragment van een tekening van van Uije waarop zowel het nieuwe als, rechts daarvan, het oude Wapen van Drenthe te zien zijn
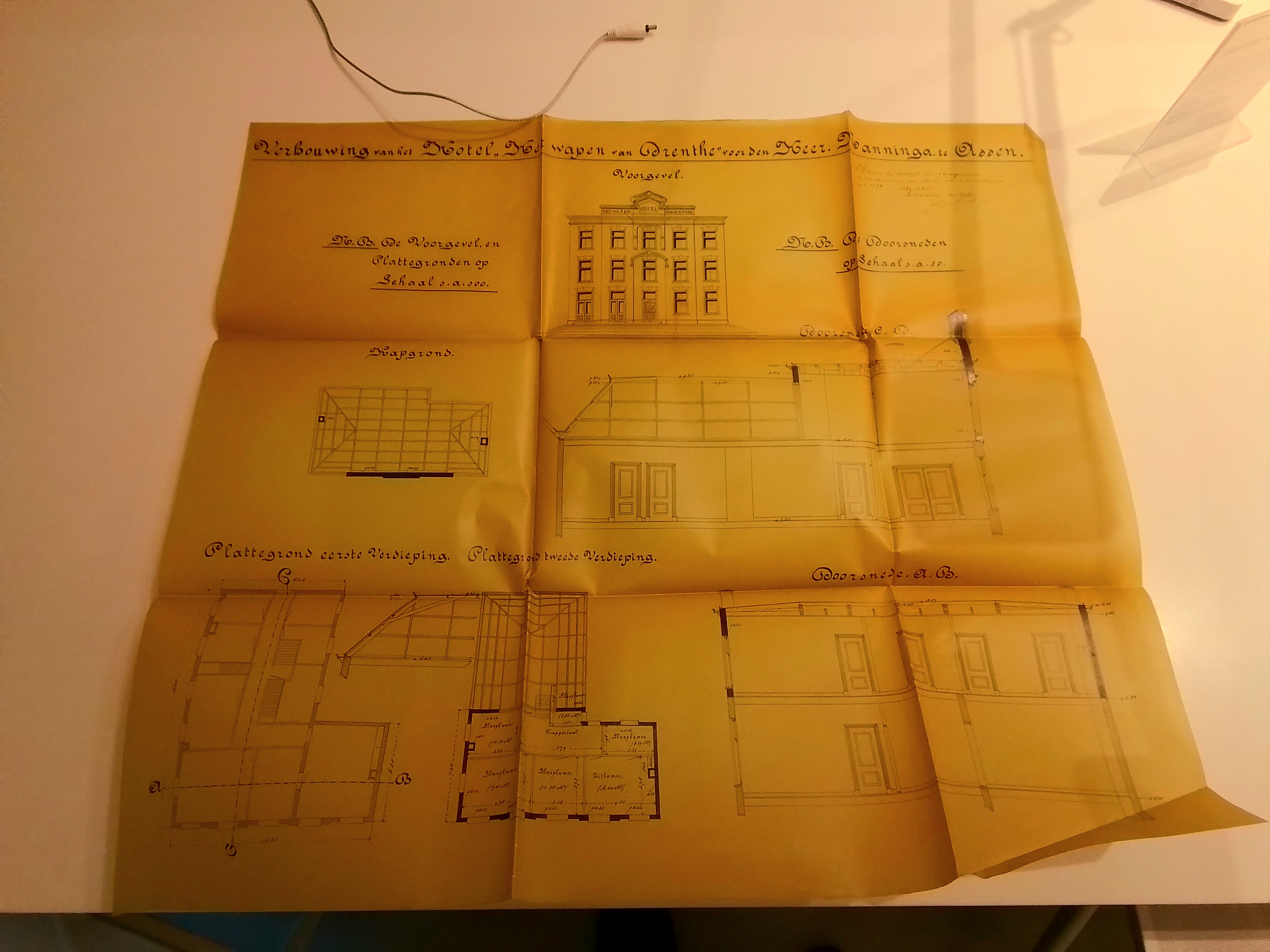
Bouwtekening van de verbouwing van 1905 door J. Smallenbroek